# وقواق كستنائي الجناح
وقواق كستنائي الجناح (الاسم العلمي: Clamator coromandus) هو نوع من جنس كوكو أرقط يوجد في جنوب شرق آسيا وأجزاء من جنوب آسيا.أسود الرأس مع قمة أجنحة طويلة الكستناء وذيل أسود لامع طويل وحنجرة ضارب للحمرة يبلغ طوله 47 سم